# 노영상
노영상(魯英相, 1954년 3월 21일~)는 대한민국의 개신교 목사로 대한예수교장로회(통합) 소속이다.
장로회신학대학교 교수를 거쳐, 호남신학대학교 총장, 백석대학교 교수를 역임하였고 현재 실천신학대학원대학교의 총장이다. 기독교 윤리와 기독교 문화, 한반도통일연구, 그리고 마을목회 분야에 전문학자이다. 제 22회를 이어서 제 23회 한국기독교학회 회장을 역임하였다. 2017년 종교개혁500주년기념 공동학술대회 공동준비위원장을 임하였다. 2025년 현재 한국외항선교회 상임회장이며, 대한예수교장로회(통합) 총회한국교회연구원 원장을 맡고있다. 2018년 제 8회 요한칼빈탄생500주년기념사업회에서 올해의 신학자로 선정되었다. 한국교회를 위하여 마을목회 운동의 주도적인 지도자이다. 그는 신학자로서“Marquis Who’s Who in the World, 2018"에 등재되었다.
그의 아내는 호남신학대학교에서 은퇴한 한정숙 교수이다. 호는 주님의 기쁨(요한복음 20:20, 빌립보서 4:4, 스바냐 3:17)이라는 의미인 주희(主喜)이다.

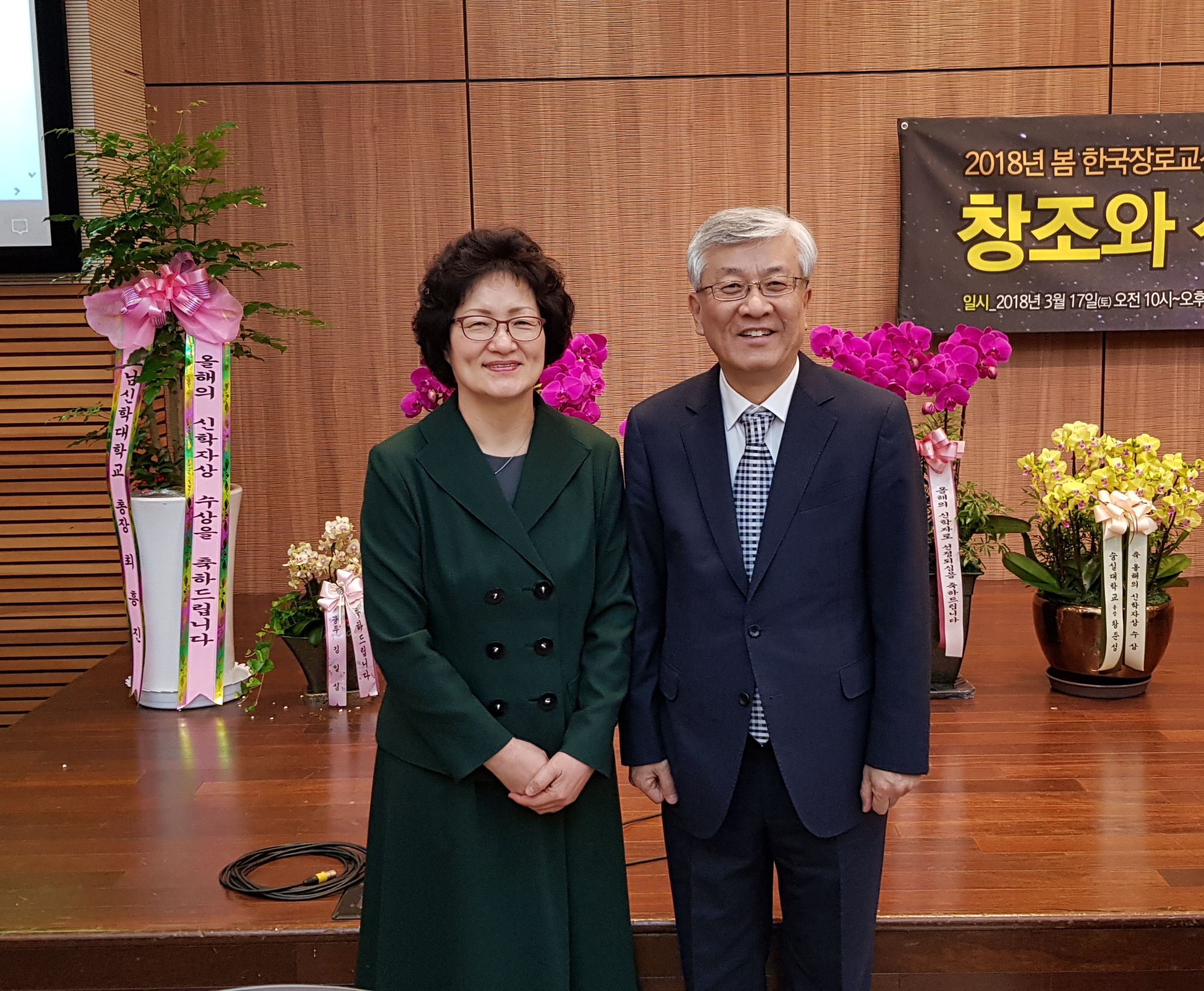
기독교학회 회장인 노영상 박사 부부, 올해의 신학자 시상식, 온누리교회 2018년 3월 17일

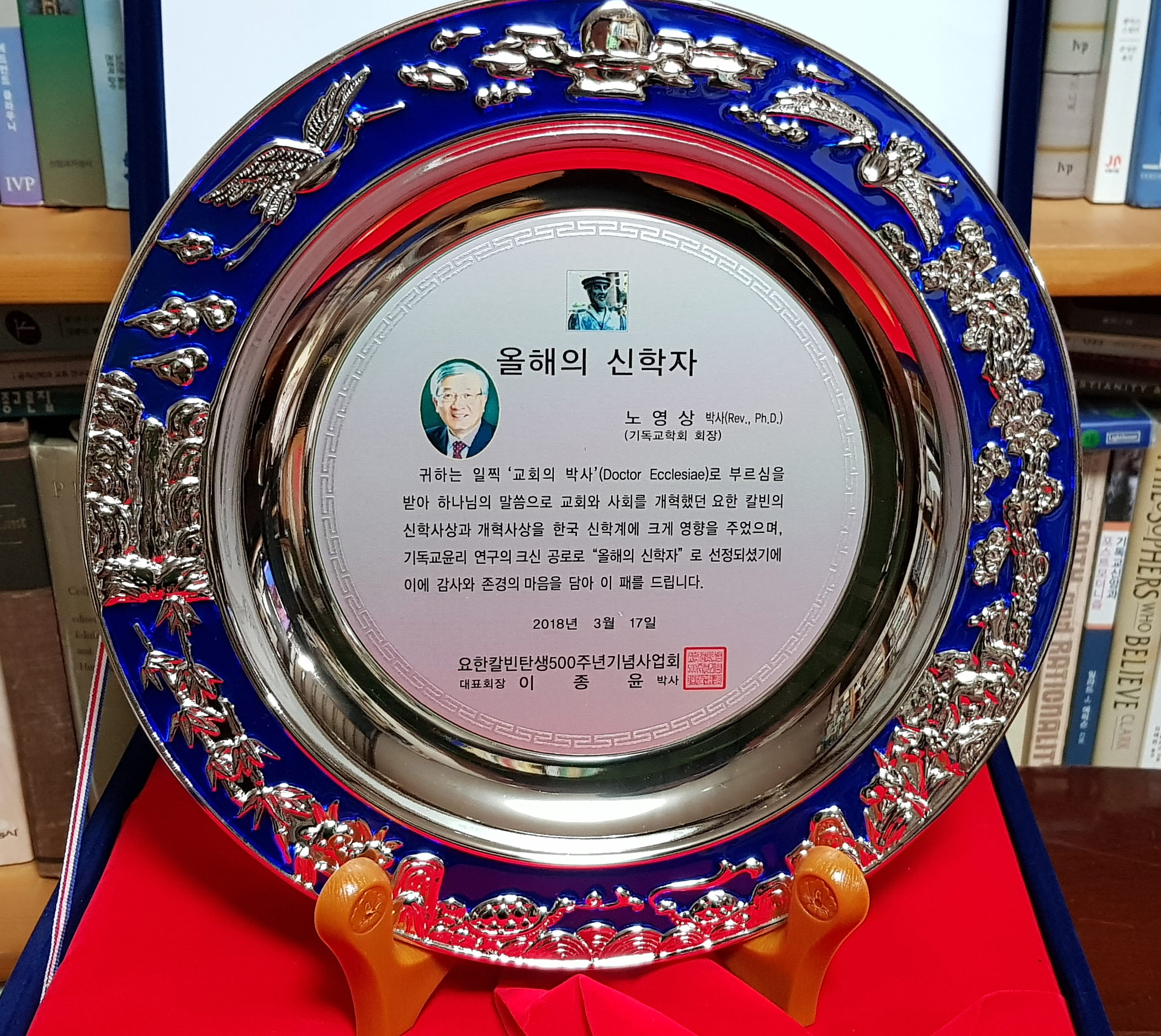
2018년 요한칼빈탄생500주년기념사업회에서 올해의 신학자로서 선정된 노영상 박사

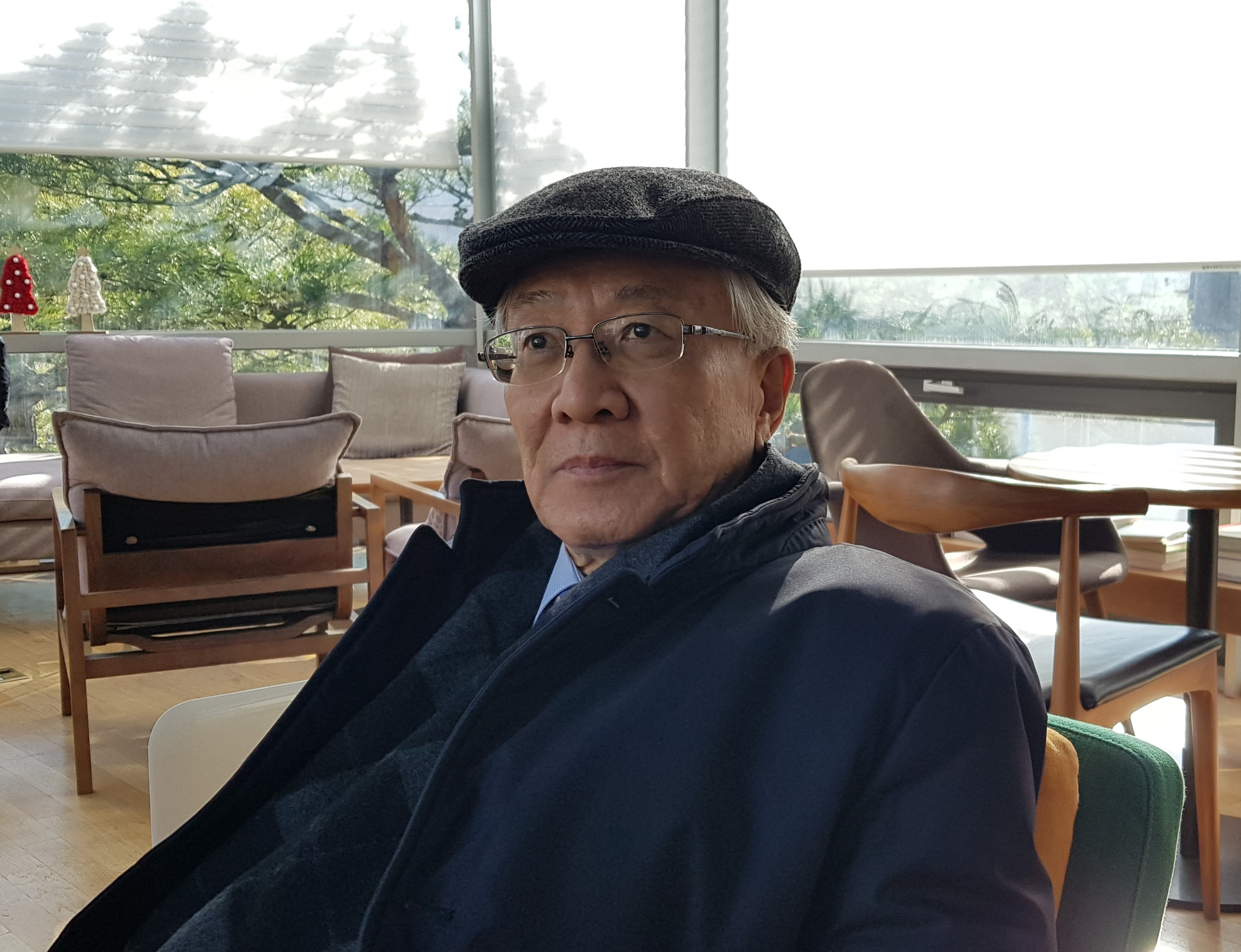
노영상 총장

## 학력
- 1972년 서울 경복중고등학교 졸업
- 1977년 9월/ 서울대학교 농화학과 학사(현 응용생명화학과, B. S.)

- 1981년 2월/ 장로회신학대학교 신학대학원 신학석사(74기,M. Div.)

- 1983년 2월/ 장로회신학대학교 대학원 목회학과 신학석사 (Th. M.)

- 1994년 2월/ 장로회신학대학교 대학원, 신학박사(Th. D.)

## 경력
- 실천신학대학원대학교 총장 (2024-2028)
- 호남신학대학교 총장 (2012-2016)
- 한국기독교학회 회장 (2018-2020)
- 총회한국교회연구원 원장
- 2015년-2017년 기독교학회 회장[6]
- 2017년-2019년 기독교학회 회장
- 2017년 종교개혁500주년기념 공동학술대회 공동준비위원장
- 기독교사상 편집위원
- 전국신학대학협의회 회장[7]
- 전국신학대학총장협의회 부회장
- 광주기독병원 이사
- 청룡학원 이사
- 복내전인치유선교센터 이사
- 대한예수교장로회 제100회 총회 주제연구위원장
- 한국외항선교회 타문화권선교훈련원장
- 재단법인 아가페(소망교도소) 이사
- 한국외항선교회 상임회장

## 생애
노영상 교수는 1954년 3월 21일 서울 용산에서 당시 교통부 공무원이셨던 고 노희성 씨와 어머니 이순경(1925년 - 2024년 12월 28일) 권사의 2남 1녀 중 막내로 태어났다. 아버지께서는 일제시대에 경기도립상업학교(도상)를 졸업하셨다. 그는 용산의 한강초등학교를 졸업한 후, 경복중학교에 입학하였으며, 이어 경복고등학교로 자연스레 진학케 되었다. 중학교 1학년 때엔 아버님께서 지병으로 영면하게 되셨으며 이후 가세가 기울게 되었다. 어머님께서는 아버님이 마련해놓으신 사업을 일정 기간 하셨으나, 그것도 여의치 않아 정리한 다음에는 경제생활에 더 어려움이 있었다. 이에 고등학교 시절 그의 학교생활은 순탄치마는 않았다. 그는 고등학교를 졸업하고 서울대학교 농화학과(현재로는 응용생명화학 전공)에 진학하여 졸업하였다.
그는 신학대학에 입학하기 전 대학을 졸업하고 화장품 회사 연구실에서 6개월 정도 근무하였다. 그는 장로회신학대학교 신학대학원을 수석으로 졸업하자마자 1981년 곧바로 대학원에 진학하게 된다. 기독교윤리학을 전공하였고, 그는 대학원을 졸업하며 이종성 학장의 지도하에 “폴 틸리히(Paul Tillich)의 기독교윤리 사상에 있어서의 도덕적 명령법(Moral Imperative)의 문제”라는 제목의 석사논문을 썼다. 후에 박사학위 논문인, “James Moody Gustafson의 윤리사상에 나타난 경건에 관한 연구”는 특별히 개인의 윤리적 판별(moral discernment) 문제를 탐구하고 있다. 이 논문은 미국의 기독교윤리학자 제임스 거스탑슨(James Moody Gustafson)의 윤리 이론을 다룬 것인데, 거스탑슨은 윤리적 판별을 구성하는 요소들로 일종의 가치관으로서의 전망(perspective), 도덕적 행위자의 정서와 의지의 요소로서의 성향(disposition)과 의도(intention), 그리고 지적인 도덕적 판단(moral judgement)의 요소들을 강조하였다. 그는 이 책에서 기독교의 경건이 이런 윤리적 판별에 많은 영향을 미치는 것임을 설명하고 있다. 노 박사는 1991년부터 1992년까지 미국 조지아주의 아틀랜타에서 1년 간 머물면서, 당시 에모리대학교에 재직하셨던 거스탑슨 교수와 10여 차례 가까이 만나며 논문을 완성하였다.

## 저서 및 공저
1. 『미래목회와 미래신학』(나눔사:2019)
2. 『영성과 윤리』
3. 『경건과 윤리』
4. 『예배와 인간행동』
5. 『기독교와 미래사회』
6. 『성경나무 기르기』
7. 『기독교 생명윤리 개론』
8. 『녹색영성』
9. 『기독교 사회윤리 방법론에 대한 해석학적 접근』
10. 『마가복음에 피어오른 구원 무지개』
11. 『기독교와 생태학』
12. 『미래교회와 미래신학』
13. 『하나님의 세븐 게이트』
14. 『복이 될지라』
15. 『영원한 생명』
16. 『교회와 사회』
17. 『현대신학과 기독교윤리』
18. 『기독교윤리학 개론』
19. 『현대 생태신학자들의 신학과 윤리』
20. 『소극적 안락사 무엇이 문제인가』
21. 『동성애에 대한 기독교적 답변』
22. 『Church, Called Out to Serve the World』
23. 『조나단 에드워드의 철학적 신학』
24. 『기독교사회봉사 입문』
25. 『21세기 과학과 신앙』
26. 『전염병과 마주한 기독교』

## 상훈
- 2018 올해의 신학자 2018년(요한칼빈탄생500주년기념사업회)
- 한국 칼빈주의자 및 개혁주의 기독교인 9인(1위) 선정 등재, FamousFix Lists[8]

## 같이 보기
- 한국의 신학자 목록
- 한국외항선교회
- 총회한국교회연구원
- 한국기독교학회
- 종교개혁500주년기념일
- 요한칼빈탄생500주년기념사업회